# 今夜も大入り!渋谷・極楽亭
『今夜も大入り!渋谷・極楽亭』（こんやも おおいり しぶや ごくらくてい）は、NHKラジオ第1放送で2006年4月8日から2011年2月26日まで放送していたエンターテインメントラジオ番組である。
最終回は、パーソナリティが林家彦いち、ゲストが皆川猿時だった。

## 概要
これまで、土曜日は「平成落語家ジョッキー」（19:30 - 19:55）、「土曜音楽パラダイス」（20:05 - 20:55）を放送してきたが、これを番組統合・発展させ、毎週85分に渡り、落語・演芸と音楽で週末の夜を存分に楽しんでもらう内容にした。
また毎回多彩なゲストを迎えてのトークコーナーもあり、新年3日には『新春大入り!渋谷・極楽亭』としてNHKスタジオパーク内の「CT-450スタジオ」から噺家勢揃いで3時間の公開生放送を行っていた。
2011年4月からは、20時台に「真打ち競演」が移動して土曜日の演芸枠としては存続している形となっている。

## パーソナリティ
レギュラー
- 森口博子：「サロンドヒロコ」のコーナーでお悩み相談やホットプレート持込での手料理実演、生歌披露。
- 関口泰雅（アナウンサー、2010年度 - ）：虎！ピンでの「NHKガイド」の後、他のレギュラーとともに番組名をコール。

週替わり出演
以下の噺家4人は週替わりローテーション。
- 立川志らく：「極楽亭俳句会」のコーナーでツワモノ揃いのハイレベルな俳句会を主催。
- 柳家喬太郎：「トホホのホ」のコーナーでオヤジ的なネタで大笑い。
- 林家彦いち：「こいつぁセコイ」、「ホッといい話」のコーナーを担当。熱血な噺家。
- 林家木久蔵：「それ頂きます」や「あいうえお作文」のコーナーで2代目芸人の生き様をアピール。

### 過去
噺家
- 林家たい平（2006年度）
- 柳家花緑（2006、2007年度）

アナウンサー
- 関口健（2006、2007年度）：別名「カミカミ王子」
- 三橋大樹（2008、2009年度）：毎回汗だくで頑張っていた。

### ピンチヒッター
森口が休みの際代演
- 永田杏子
- 森山愛子
- 浜田翔子
- 矢部美穂
- 島崎和歌子
- 野川さくら
- さくら

レギュラー噺家が休みの際出演
- 神田山陽
- 国本武春
- 立川志ら乃、笑福亭風喬
- 桂平治
- 林家三平
- 立川談笑
- 柳家三三
- 三遊亭王楽
- 林家ぼたん、桂三木助
- 古今亭菊六
- 春風亭三朝
- 立川志らら
- 春風亭百栄
- 春風亭一之輔、柳亭こみち

## スタッフ
- 太宰麻帆（ディレクター）
- 大倉順憲（ディレクター）
- 石崎一気（裏方）
- 立川志獅丸（裏方）